# Wahkon, Minnesota
Wahkon là một thành phố thuộc quận Mille Lacs, tiểu bang Minnesota, Hoa Kỳ. Năm 2010, dân số của thành phố này là 206 người.

## Dân số
- Dân số năm 2000: 314 người.
- Dân số năm 2010: 206 người.